# NGC 1851
NGC 1851 (другие обозначения — GCL 9, ESO 305-SC16) — шаровое скопление в созвездии Голубя. Находится на расстоянии около 40 тысяч световых лет от Солнца.
Этот объект входит в число перечисленных в оригинальной редакции «Нового общего каталога».

## Характеристики
NGC 1851, возможно, является остатком древней карликовой галактики, некогда поглощённой Млечным Путём. Вторая теория его происхождения говорит о возможном слиянии двух шаровых скоплений. Структурно оно поделено на ядро и гало. Звёздное гало имеет радиус около 250 парсек (67′ от центра скопления), его происхождение учёным пока не известно. Это одно из самых массивных скоплений Млечного Пути. Оно состоит преимущественно из звёзд второго поколения. В его состав входит более 120 красных гигантов. В 2004 году в скоплении был обнаружен миллисекундный пульсар PSR J0514-4002A с помощью радиотелескопа GMRT.